# Sainete
Il sainete è un breve componimento drammatico spagnolo, spesso giocoso, in un solo atto, solitamente accompagnato da musica strumentale in funzione contrappuntistica e da danze.
Il termine, già usato nel Seicento per indicare sia gli entremeses sia gli altri generi minori che accompagnavano e chiudevano la rappresentazione di commedie, indicò nel Settecento un genere con caratteristiche proprie, soprattutto ad opera di Ramón de la Cruz che ne fu il creatore.
Tra gli altri autori che si cimentarono con il genere, conferendogli nuova importanza, si ricordano Ricardo de la Vega, Rafael Delgado e i fratelli Álvarez Quintero.
Per il suo carattere precipuo di trasposizione teatrale di aspetti e costumi della vita popolare, il sainete è pressoché scomparso, rimanendo un genere proprio del teatro spagnolo.
| Controllo di autorità | J9U (EN, HE) 987007551057105171 |